# Bekardy
Bekardy (Tityrinae) – podrodzina ptaków z rodziny bekardowatych (Tityridae).

## Zasięg występowania
Podrodzina obejmuje gatunki występujące w Meksyku, Ameryce Środkowej i Południowej.

## Systematyka
Do podrodziny należą następujące rodzaje:
- Iodopleura Lesson, 1839
- Tityra Vieillot, 1816
- Xenopsaris Ridgway, 1891 – jedynym przedstawicielem jest Xenopsaris albinucha (Burmeister, 1869) – pokrzewniak.
- Pachyramphus G.R. Gray, 1839